# カステルノーヴォ・デル・フリーウリ
カステルノーヴォ・デル・フリーウリ（伊: Castelnovo del Friuli）は、イタリア共和国フリウリ＝ヴェネツィア・ジュリア州ポルデノーネ県にある、人口約900人の基礎自治体（コムーネ）。

## 地理

### 位置・広がり

#### 隣接コムーネ
隣接するコムーネは以下の通り。
- クラウツェット
- ピンツァーノ・アル・タリアメント
- トラモンティ・ディ・ソット
- トラヴェージオ
- ヴィート・ダージオ

### 気候分類・地震分類
カステルノーヴォ・デル・フリーウリにおけるイタリアの気候分類 (it) および度日は、zona E, 2818 GGである。
また、イタリアの地震リスク階級 (it) では、zona 1 (sismicità alta) に分類される。

## 行政

### 分離集落
カステルノーヴォ・デル・フリーウリには、以下の分離集落（フラツィオーネ）がある。
- Almadis, Celante di Castelnovo, Costa, Molevana, Mostacins, Oltrerugo, Paludea, Praforte, Vidunza, Vigna